# Attasche

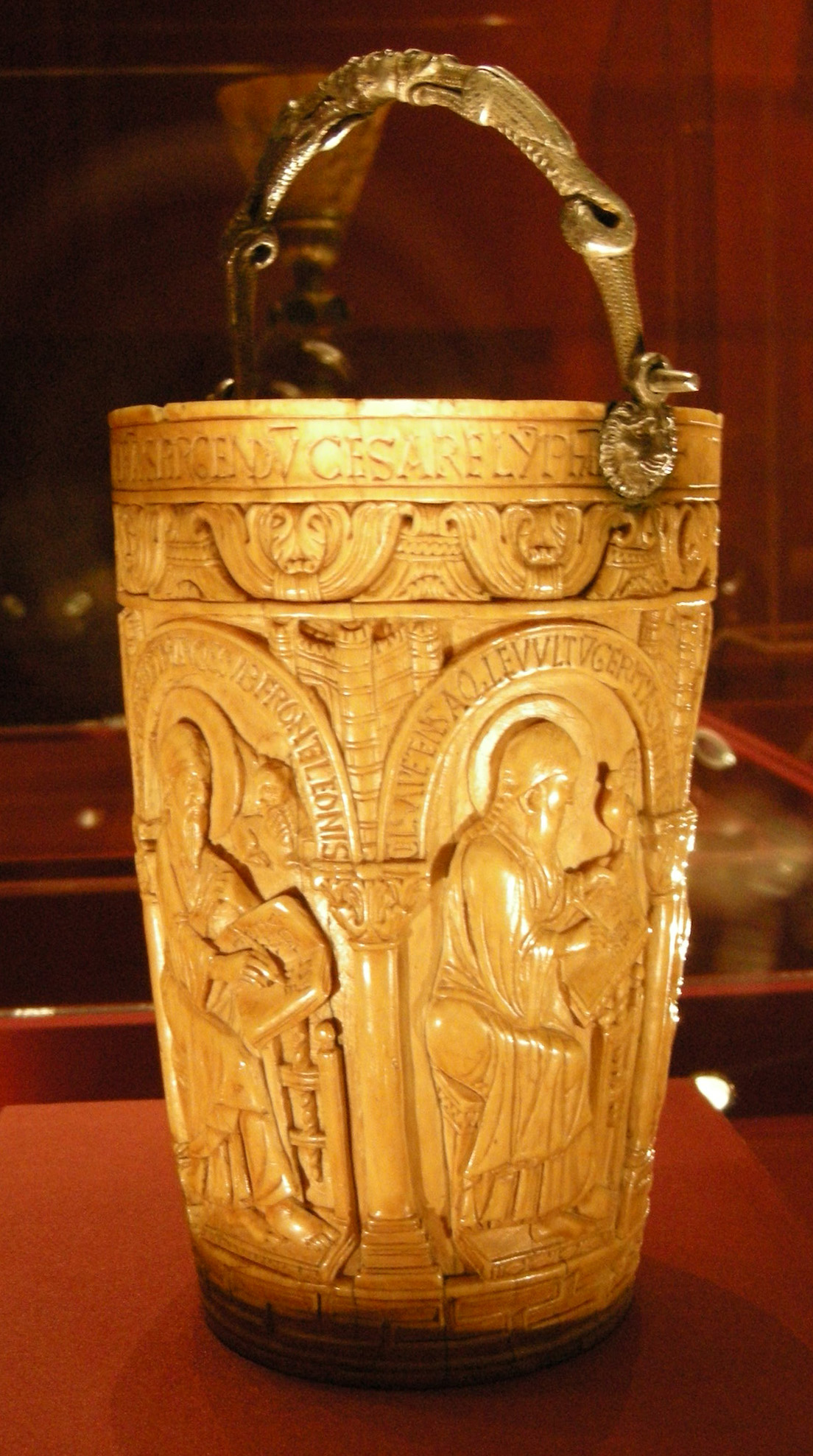
Situla des Bischofs Gotofredo, 979 nach Christus. Der Eimerhenkel rastet mit seinen dornartigen Enden in die Ringösen der Maskenattaschen ein.

Als Attasche bezeichnet man bei Metallgefäßen eine (meist aufgenietete) Halterung für Griffe oder einen beweglichen Henkel. 

## Beschreibung
Runde Klammern: Nummern der Bildbeispiele.
Der Begriff Attasche wird hauptsächlich in der Archäologie verwendet, und zwar vor allem im Zusammenhang mit Metallgefäßen aus Antike und Altertum. 
Eine Attasche kann platten- oder walzenförmig ausgebildet sein: 
- Die beschlagähnlichen plattenförmigen Attaschen (zum Beispiel auch Kreuzattaschen) tragen ein oder zwei ringförmige Ösen zur Aufnahme der Henkel bzw. Griffe (1, 2-5).
- Bei walzenförmigen Attaschen rasten die Henkel- bzw. Griffenden in trichter- oder lochförmige Vertiefungen an den Seiten der Walze ein (6).

Attaschen werden als Einzelteile hergestellt und später mit dem Gefäß dauerhaft verbunden. 
Attaschen können einfach, das heißt nur zweckentsprechend (3) gestaltet oder mit einer Verzierung versehen sein. Häufig verwendete Verzierungen sind: 
- Ornamente, beispielsweise bei Palmettenattaschen,
- Menschen- oder Tierköpfe (Protomen, 4-5).

## Übersetzungen
| Sprache     | Singular       | Plural          |
| ----------- | -------------- | --------------- |
| Deutsch     | die Attasche   | die Attaschen   |
| Englisch    | the attachment | the attachments |
| Französisch | l’attache (la) | les attaches    |
| Italienisch | l’attacco (il) | gli attacchi    |
| Spanisch    | el aplique     | los apliques    |

## Wortherkunft
Das Wort Attasche ist die eingedeutschte Schreibweise des französischen Substantivs attache (f.) von attacher „befestigen“, und hat u. a. die Bedeutung „Mittel zur Befestigung“.

## Galerie

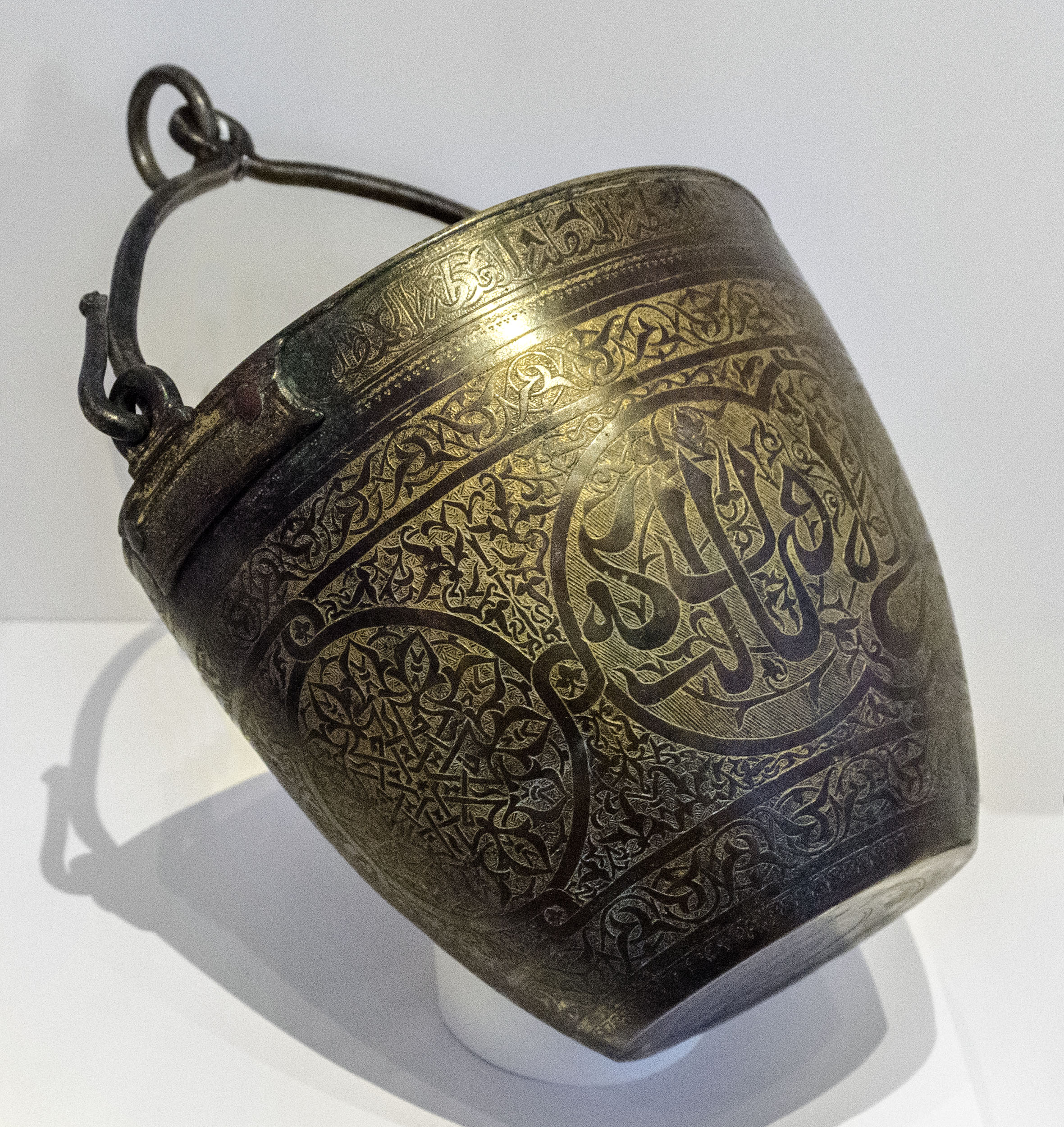
Nasrid Situla aus der Alhambra, 14. Jahrhundert, links und rechts zwei Attaschen mit Ringösen zum Einhängen des Henkels.
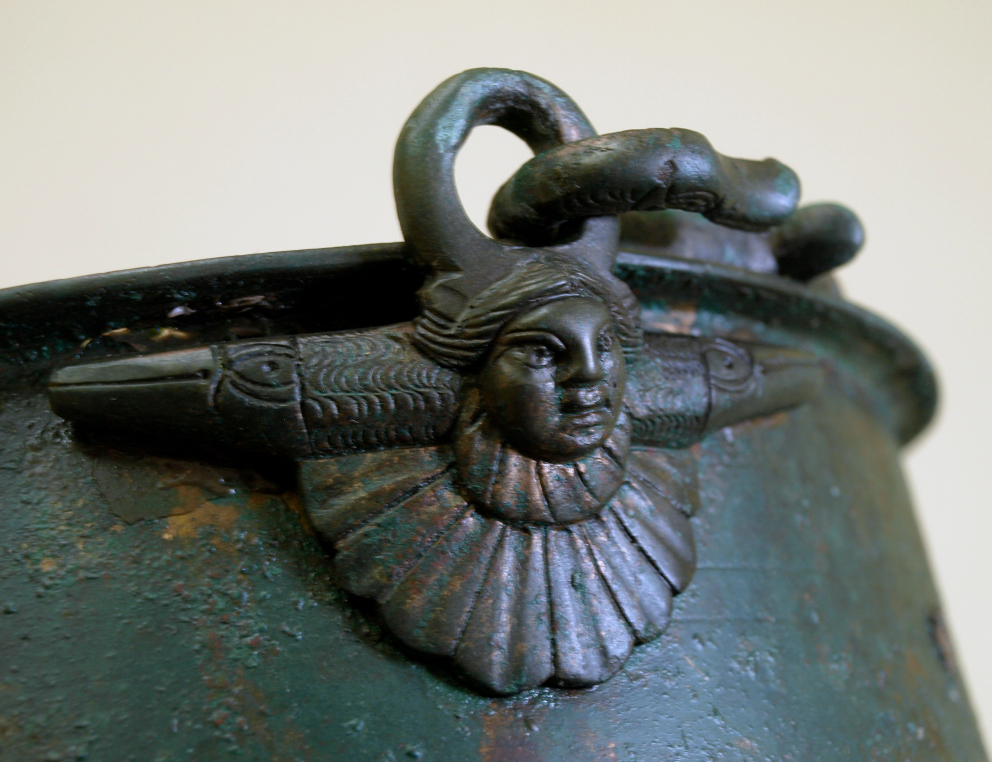
Als Frauenkopf gearbeitete Attache des Bronzeeimers von Sasendorf, 2. Jahrhundert
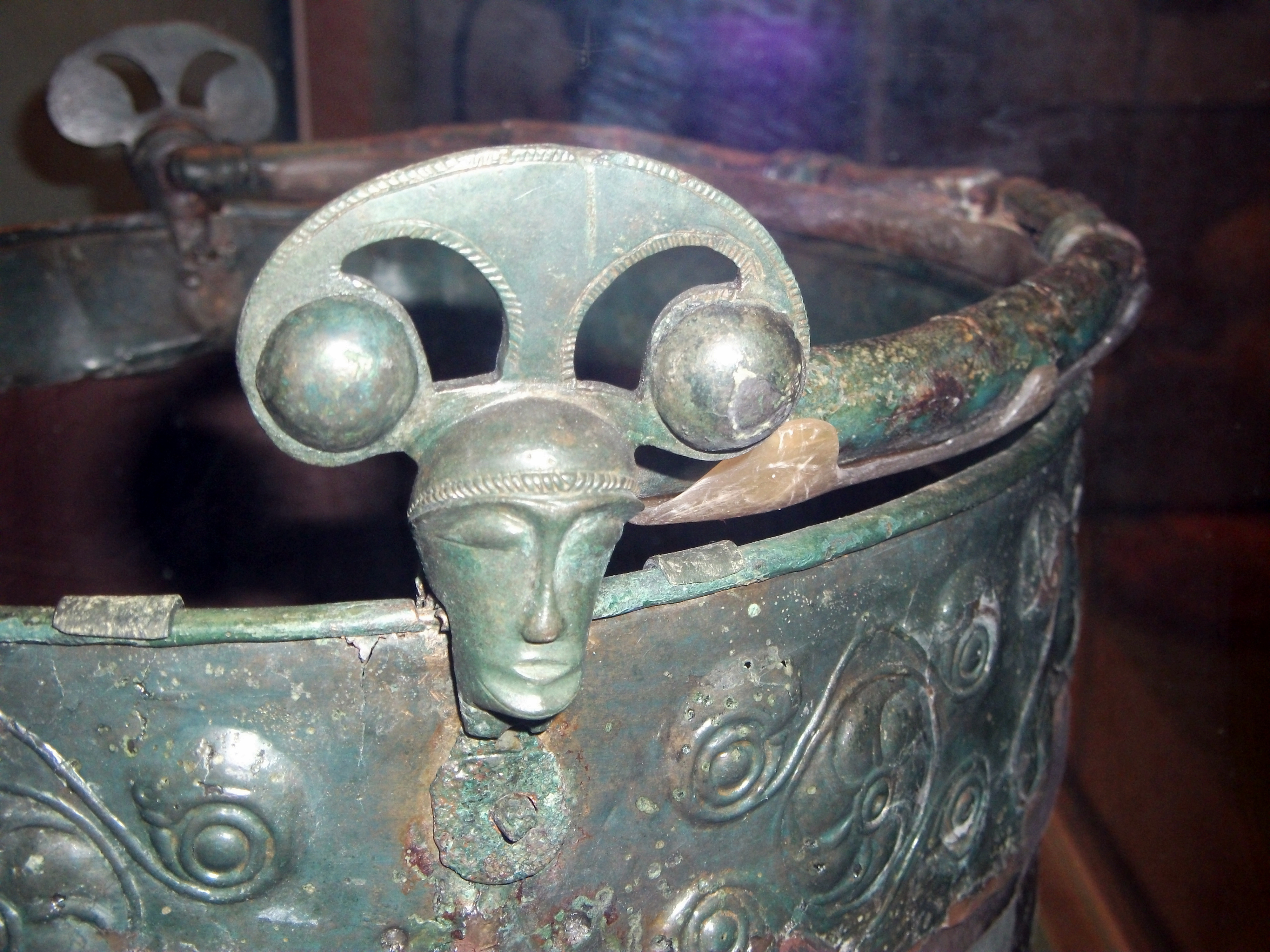
Aylesford bucket, Eimer aus Aylesford, 1. Jahrhundert vor Christus, zwei Gesichtsmasken als Attaschen mit Innenösen zur Aufnahme des Henkels.
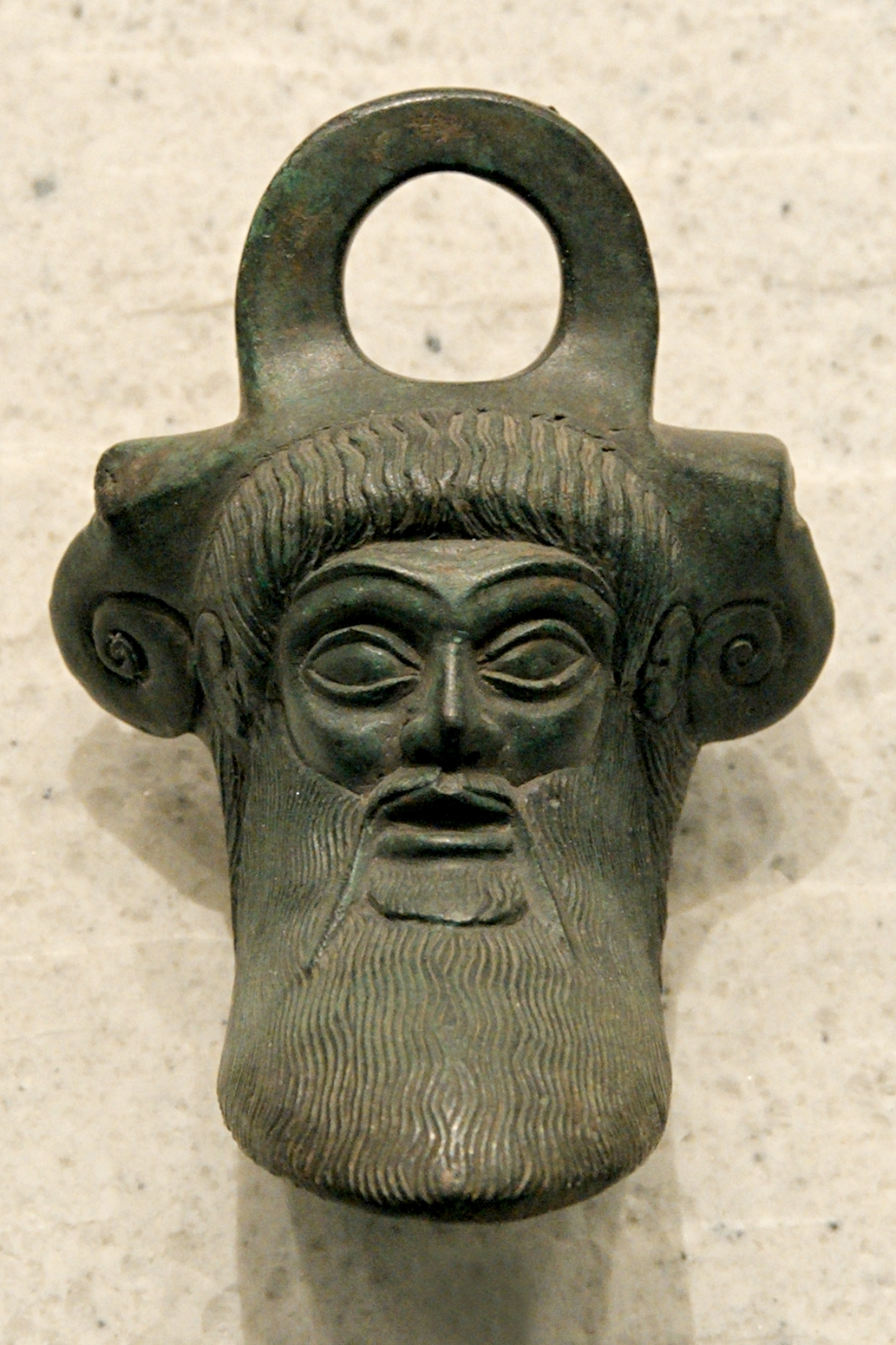
Männerkopf-Attasche einer Situla aus Dodona, Ende 6. Jahrhundert vor Christus.
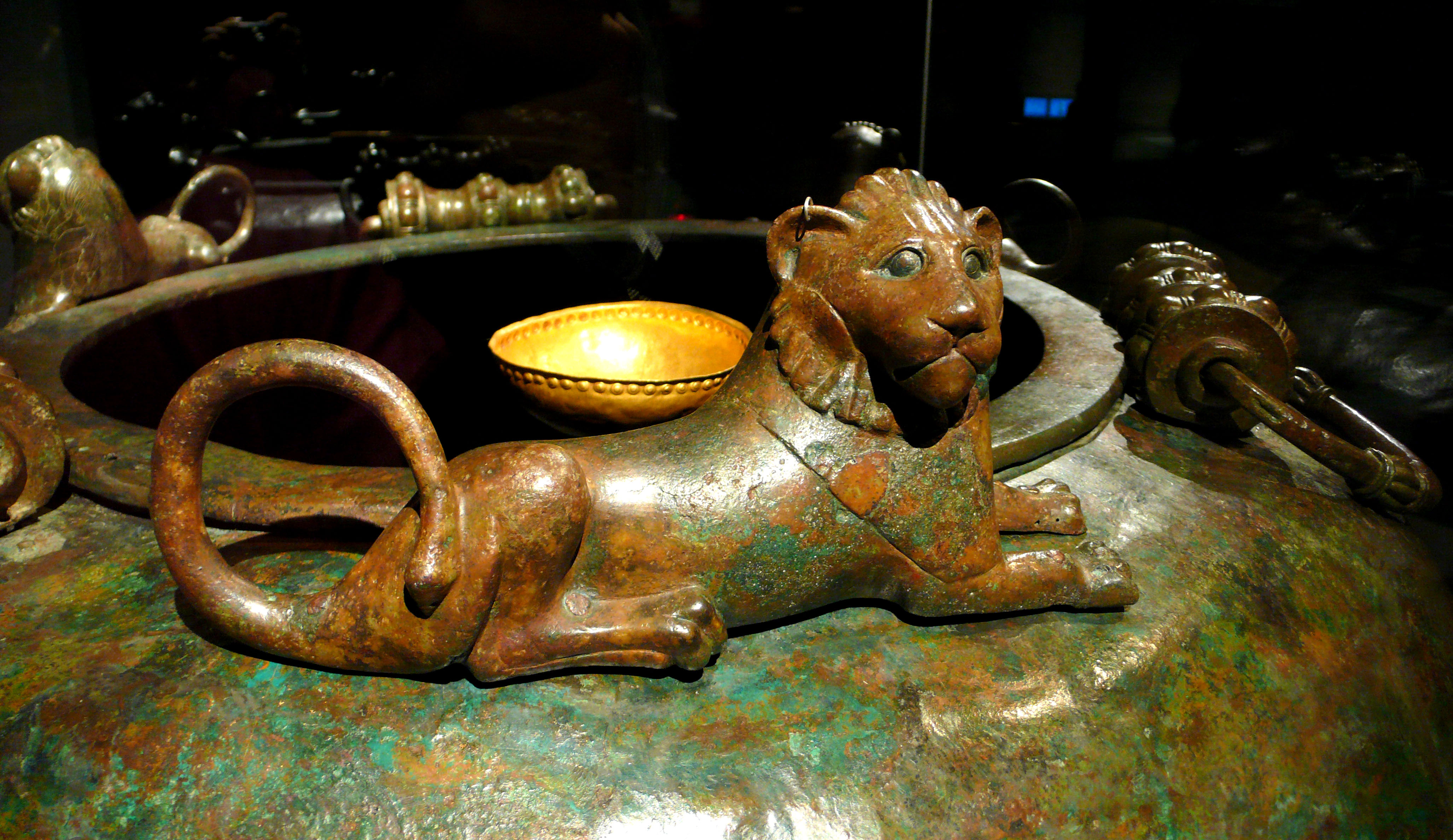
Bronzekessel von Hochdorf, um 530 v. Chr., zwischen den liegenden Löwenfiguren drei walzenförmige Attaschen („Rollenattaschen“).